# روي رومر
روي رومر هو محامي وضابط وسياسي أمريكي، ولد في 31 أكتوبر 1928 في غاردن سيتي في الولايات المتحدة. نشط حزبياً في الحزب الديمقراطي.

## مناصب
- انتخب مشرف (تعليم) Los Angeles Unified School District [الإنجليزية]‏ (2000 – 2006).
- انتخب عضو مجلس ولاية كولورادو ‏ (1962 – 1966).
- انتخب عضو مجلس نواب كولورادو ‏ (1958 – 1962).
- انتخب Colorado State Treasurer [الإنجليزية]‏ (1977 – 1987).
- انتخب Governor of Colorado [الإنجليزية]‏ (13 يناير 1987 – 12 يناير 1999).